# Charles Regnier

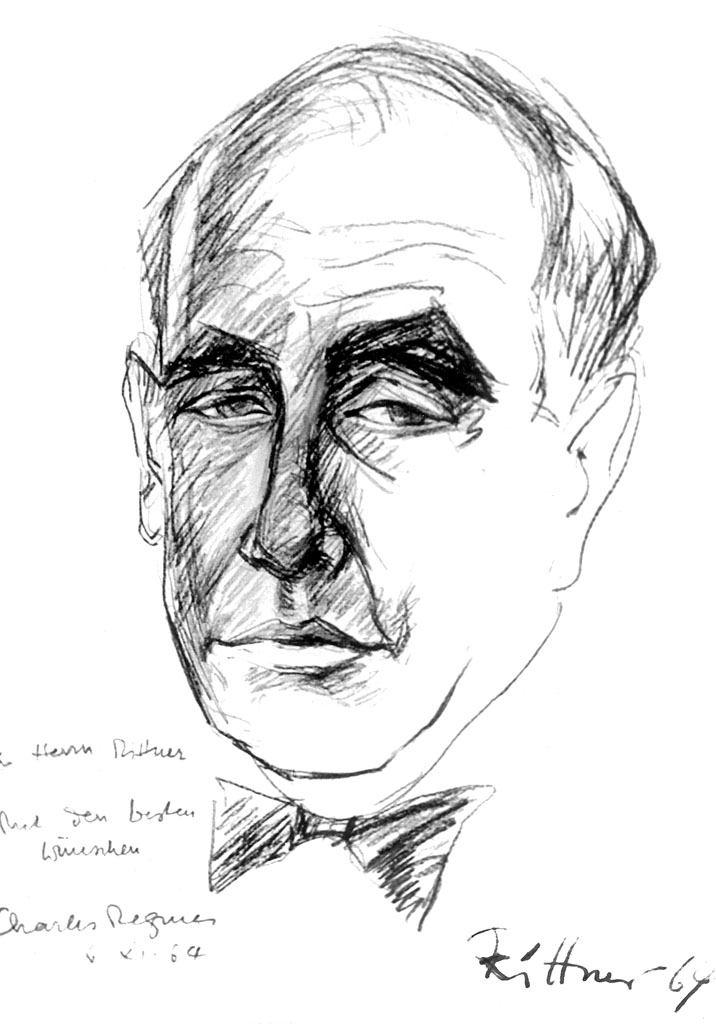
Charles Regnier pintado por Günter Rittner en 1964

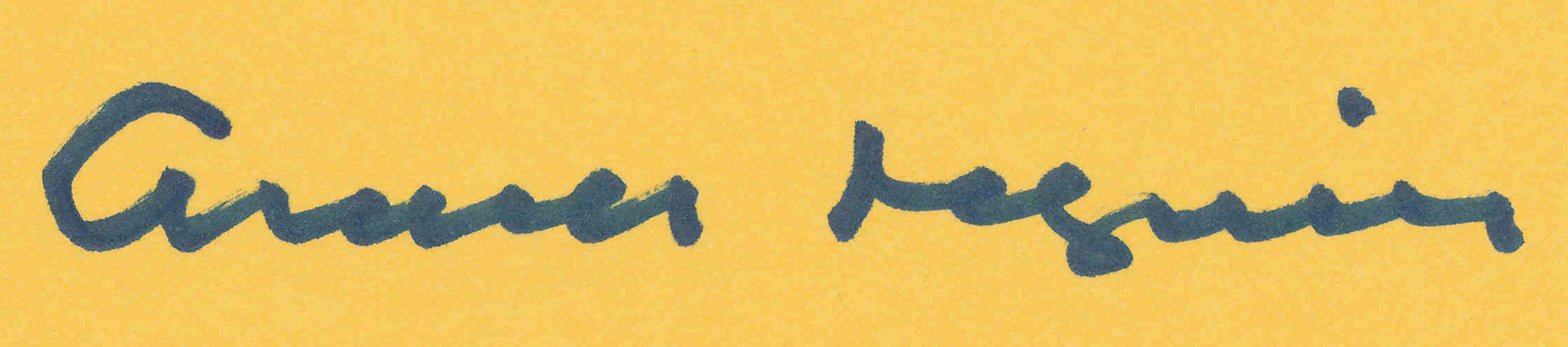
Firma de Charles Regnier

Charles Regnier (22 de julio de 1914 - 13 de septiembre de 2001) fue un actor, director, locutor radiofónico, guionista y traductor de nacionalidad alemana. Algunas fuentes citan erróneamente como su año de nacimiento 1915. En los años 1950 y 1960 fue uno de los actores teatrales y cinematográficos más activo de su país. Su personal forma de actuar, decididamente intelectual pero con una apariencia en ocasiones burlona y distante, lo convirtieron en un solicitado actor de carácter.

## Biografía
Su verdadero nombre era Karl Friedrich Anton Hermann Regnier, y nació en Friburgo de Brisgovia, Alemania. Debía su apellido a su abuelo, nativo de Francia. Era el primogénito de Anton Karl Regnier y Emile (Milly) Maria Friederike Harrer. Su padre era médico, por lo cual Regnier en un principio también quiso ser médico, siendo su sueño viajar por el mundo y ayudar a la gente, como hacía su ídolo de la infancia, Albert Schweitzer.
Regnier creció en Estrasburgo y en Badenweiler, donde sus abuelos maternos eran propietarios del Hotel Schloss Hausbaden. Tras el suicidio de su padre en 1924, la madre y sus cuatro hijos se mudaron a Heidelberg, viviendo después en Montreux, junto al Lago Lemán. Cuando su madre contrajo en 1929 una tuberculosis, la familia decidió mudarse a Davos. En el balneario de Suiza, Regnier conoció a varias personalidades de fama, entre ellas el escritor Alfred Henschke, conocido como Klabund, y que despertó en él el interés por la literatura y el teatro. En una sala privada interpretó junto a su hermano Charles la comedia de Klabund XYZ – Spiel zu Dreien. Su primer trabajo como actor fue el papel principal de Comtesse Y, donde interpretaba a una dama, algo que no tuvo la oportunidad de repetir a lo largo de su trayectoria.
La muerte prematura del padre significaba que la familia se empobrecía poco a poco. Tras varias mudanzas a viviendas cada vez más pequeñas, su madre decidió trasladar a la familia a Berlín en 1930. Allí Regnier conoció al escritor Ernst Blass, que estaba casi ciego, y al que visitaba con regularidad para leerle libros. Ernst Blass tuvo una gran influencia intelectual y artística en el joven Regnier. A pesar de su pobreza, el joven pudo tomar algunas clases de actuación. Algo más tarde (quizás en 1932) obtuvo un primer papel en el cine, en el cortometraje La lettre, que permitió que conociera Praga.
En 1933, estando ya Hitler en el poder, Regnier quería asistir a una escuela estatal de teatro. Pero cayó varias veces en los exámenes de la Reichstheaterkammer. En el año 1934 fue detenido bajo una falsa acusación de homosexualidad, siendo ingresado en Lichtenburg, uno de los primeros campos de concentración alemanes. Pasados nueve meses fue liberado, pero hubo de firmar, al igual que otros muchos reclusos, su compromiso de no informar sobre los terribles sucesos del campo. Traumatizado por la experiencia, Regnier se fue a vivir a Italia, abriendo una pequeña tienda de recuerdos en Portofino. Como las ganancias eran escasas, decidió volver a Berlín, donde completó su educación teatral privada.
El primer compromiso teatral de Regnier llegó en 1938 en el Theater de Greifswald. Allí conoció a la actriz y cantante Pamela Wedekind, una de las hijas del dramaturgo Frank Wedekind, con la que se casó el 21 de junio de 1941 en Berlín. En 1941 Regnier fue contratado por Otto Falckenberg para formar parte del Teatro de Cámara de Múnich, teatro al que perteneció hasta 1958. A partir del año 1946 fue también profesor de interpretación de las escuelas Otto Falckenberg.
En 1949 inició su carrera como actor cinematográfico interpretando a Bertram en la cinta escrita por Fritz Kortner y dirigida por Josef von Báky Der Ruf. Aun así, siguió trabajando en el teatro, estando bajo las órdenes de los directores más importantes de su época: En 1951 fue Riccaut de la Marlinière en la pieza de Gotthold Ephraim Lessing Minna von Barnhelm, dirigida por  Fritz Kortner; en 1952 actuó en la obra de Friedrich Dürrenmatt Die Ehe des Herrn Mississippi, bajo la dirección de Hans Schweikart; al año siguiente actuó en una obra de Ferdinand Raimund, Das Mädchen aus der Feenwelt oder Der Bauer als Millionär, dirigida por Heinz Hilpert. Fue también muy elogiada su actuación como Robert Oppenheimer en la obra teatral de Heinar Kipphardt In der Sache J. Robert Oppenheimer, y la que llevó a cabo en la pieza de Peter Weiss Sade. Esas dos piezas fueron adaptadas a la televisión, interpretando Regnier sus papeles den 1964 y 1967.
Entre 1961 y 1962 formó parte del elenco del Burgtheater de Viena, trabajando tanto en obras serias como en comedias. Junto a Gert Fröbe trabajó en Das Testament des Dr. Mabuse (1962), actuando también en la cinta basada en textos de Edgar Wallace Der schwarze Abt (1963, con Klaus Kinski). Junto a Heinz Rühmann trabajó ante la cámara en Die Ente klingelt um halb acht (1968).
Regnier rodó más de 10 películas anuales, y trabajó en más de 100 producciones cinematográficas y televisivas. Desde 1973 a 1975 participó en la serie de la ZDF Mordkommission, interpretando en 26 episodios al comisario Georg Wieker. En la película de Radu Gabrea Ein Mann wie EVA (1984), actuó junto a Eva Mattes. En la cinta de Margarethe von Trotta Rosa Luxemburg (1985) actuó con Barbara Sukowa, y en Cascadeur – Die Jagd nach dem Bernsteinzimmer (1998) trabajó acompañado de Heiner Lauterbach.

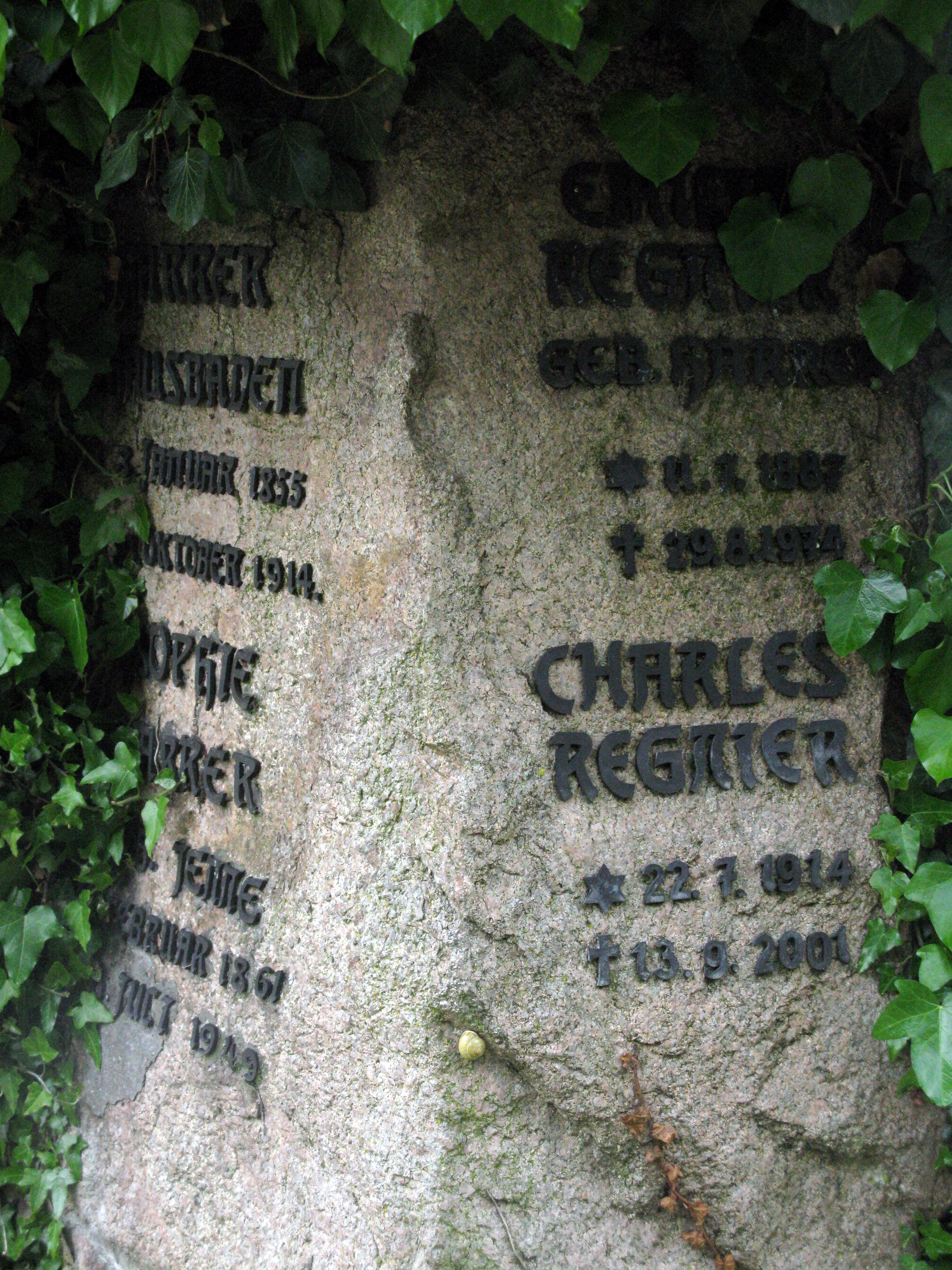
La tumba de Charles Regnier

Además, Regnier también trabajó como director de escena, guionista y traductor. Tradujo principalmente a autores franceses como Georges Simenon, Jean Cocteau, François Mauriac y Colette, pero también a británicos como William Somerset Maugham. Además, Regnier fue un prolífico locutor de radio. Entre sus actuaciones más conocidas en el medio figuran las de las emisiones Dracula, con varios episodios producidos por la compañía Europa, y Sängerkrieg der Heidehasen, de James Krüss.
En los años 1980 y 1990 Regnier se concentró en el teatro de bulevar. Junto a su segunda esposa, la actriz Sonja Ziemann, Regnier fue un habitual de giras teatrales por Alemania, Austria y Suiza, que llevó a cabo hasta su vejez. Tenía ya 80 años cuando viajó por el país con el espectáculo en solitario „Charles Regnier liest Oscar Wilde“. En su último papel en la obra Endspurt, de Peter Ustinov, en 1999 encarnaba a un escritor de ochenta años de edad que resumía los momentos más importantes de su vida. En el premiado film de Oskar Roehler Die Unberührbare (2000), Regnier hizo su último papel para el cine, el del padre del personaje interpretado por Hannelore Elsner.
Charles Regnier falleció el 13 de septiembre de 2001 a causa de un ictus en Bad Wiessee, Alemania. Fue enterrado en el Cementerio Badenweiler-Lipburg.
Su patrimonio escrito se encuentra en el Archivo de la Academia de las Artes de Berlín.
Regnier tenía tres hermanos: Henri Regnier, que de 1962 a 1982 fue director de entretenimiento de Norddeutscher Rundfunk; Axel Regnier (1916–2006), también actor, y productor de Bayerischer Rundfunk, y Georg Regnier (1923–1996).
Se casó por vez primera en 1941 con la actriz y cantante Pamela Wedekind, con la cual permaneció unido hasta la muerte de ella en 1986. Tuvieron tres hijos: el concertista de guitarra y autor Anatol Regnier, la actriz Carola Regnier y la violinista Adriana Regnier.
Su segundo matrimonio, que tuvo lugar en 1989, fue con la actriz Sonja Ziemann. Estuvieron juntos hasta la muerte de él en 2001.

## Premios
En 1955 Regnier fue galardonado con el Premio Deutscher Kritikerpreis, otorgado por la Asociación de Críticos Alemanes. En 1989 recibió el Deutscher Filmpreis por su trayectoria en el cine alemán. Además, también recibió la Cruz de la Orden del Mérito de la República Federal de Alemania.

## Filmografía (selección)
- 1949 : Der Ruf
- 1949 : Das Geheimnis der roten Katze
- 1950 : Königskinder
- 1951 : Die Tat des Anderen
- 1951 : Decision Before Dawn
- 1952 : Ich heiße Niki
- 1952 : Der große Zapfenstreich
- 1953 : Straßenserenade
- 1953 : Der Kaplan von San Lorenzo
- 1954 : Sauerbruch – Das war mein Leben
- 1954 : Canaris
- 1954 : Konsul Strotthoff
- 1954 : Clivia
- 1954 : Rittmeister Wronski
- 1954 : Die Hexe
- 1954 : Die Stadt ist voller Geheimnisse
- 1954 : Dieses Lied bleibt bei dir
- 1954 : Ein Leben für Do
- 1954 : Magic Fire
- 1955 : Unternehmen Schlafsack
- 1955 : Der Himmel ist nie ausverkauft
- 1955 : Zwei blaue Augen
- 1955 : San Salvatore
- 1955 : Heldentum nach Ladenschluss
- 1955 : Die Toteninsel
- 1955 : Banditen der Autobahn
- 1955 : Gestatten, mein Name ist Cox
- 1955 :  Das Forsthaus in Tirol
- 1955 : Oase
- 1955 : Alibi
- 1956 : Beichtgeheimnis
- 1956 : Ein Herz kehrt heim
- 1956 : Kitty und die große Welt
- 1956 : Anastasia, die letzte Zarentochter
- 1956 : Heute heiratet mein Mann
- 1956 : Banktresor 713
- 1957 : Königin Luise
- 1957 : Unter Palmen am blauen Meer
- 1957 : El Hakim
- 1957 : Das Abschiedssouper (TV, como guionista y director)
- 1958 : The Journey
- 1958 : Sag ja, Mutti
- 1958 : Kriegsgericht
- 1958 : Peter Voss, der Millionendieb
- 1958 : Solange das Herz schlägt
- 1958 : Grabenplatz 17
- 1958 : Der Page vom Palast-Hotel
- 1958 : Die schwarze Spinne
- 1958 : A Time to Love and a Time to Die
- 1958 : Taiga
- 1959 : Die schöne Lügnerin
- 1959 : Der Rest ist Schweigen
- 1959 : Die Herrin der Welt
- 1959 : Bei Anruf ...Mord! (TV)
- 1959 : Kriegsgericht
- 1960 : The Counterfeit Traitor
- 1960 : Le Bal des espions
- 1960 : The Secret Ways
- 1960 : Der Herr mit der schwarzen Melone
- 1961 : Ich kann nicht länger schweigen
- 1961 : Affäre Nina B.
- 1961 : Die Ehe des Herrn Mississippi
- 1961 : Bankraub in der Rue Latour
- 1961 : Julia, Du bist zauberhaft
- 1961 : Chikita
- 1962 : Das Testament des Dr. Mabuse
- 1962 : Lulu
- 1962 : Wenn beide schuldig werden
- 1963 : Der Fluch der gelben Schlange
- 1963 : Liebe will gelernt sein
- 1963 : Miracle of the White Stallions
- 1963 : Der schwarze Abt
- 1963 : Ein Alibi zerbricht
- 1963 : Der Unsichtbare
- 1963 : Moral 63
- 1963 : Das große Liebesspiel
- 1963 : Peau de banane
- 1963 : Les tontons flingueurs
- 1964 : DM-Killer
- 1964 : Sicher ist sicher (TV)
- 1964 : Der Prozess Carl von O. (TV)
- 1964 : In der Sache J. Robert Oppenheimer (TV)
- 1964 : Verdammt zur Sünde
- 1964 : Angélique, marquise des anges
- 1965 : Merveilleuse Angélique
- 1965 : A Study in Terror
- 1965 : Berta Garlan (TV)
- 1965 : Corrida pour un espion
- 1965 : Schüsse im 3/4 Takt
- 1965 : El marqués
- 1966 : Der Würger vom Tower
- 1966 : Grieche sucht Griechin
- 1966 : Angeklagt nach § 218
- 1966 : Avec la peau des autres
- 1966 : Operación Lady Chaplin
- 1966 : Run like a Thief
- 1967 : Die Verfolgung und Ermordung Jean Paul Marats... (TV)
- 1967 : Liebesspiele
- 1968 : Die Ente klingelt um ½ 8
- 1968 : Babeck (miniserie TV)
- 1970 : Unter den Dächern von St. Pauli
- 1970 : Ohrfeigen
- 1970 : Mein Freund Harvey (TV)
- 1971 : Der Kommissar (serie TV), episodio Der Moormörder
- 1971 : Das Messer (miniserie TV)
- 1972 : Tod auf der Themse (TV)
- 1972 : Der Stoff aus dem die Träume sind
- 1972 : Der Kommissar, episodio Ein Amoklauf
- 1973 : Der Kommissar, episodio Rudek (como director)
- 1973 : Der Kommissar, episodio Das Komplott
- 1973–1975 : Mordkommission (serie TV, 26 episodios)
- 1974 : El lobo estepario
- 1975 : Ein Mensch (TV)
- 1977 : Das Schlangenei
- 1979 : Fabian
- 1980 : Der Alte (serie TV), episodio Mord nach Plan
- 1980 : Der Galgensteiger (TV)
- 1982 : Shalom Pharao
- 1983 : Die wilden Fünfziger
- 1983 : Der Schnüffler
- 1984 : Ein Mann wie EVA
- 1985 : Der Alte, episodio Der Selbstmord
- 1985 : Napoleon - König der Köche (TV)
- 1986 : Rosa Luxemburg
- 1988 : Welcome to Germany
- 1988 : Jenseits von Blau
- 1991–1994 : Unsere Hagenbecks (serie TV, 36 episodios)
- 1991 : Stein und Bein (TV)
- 1993 : Das Bild (TV)
- 1994 : Wie Pech und Schwefel (serie TV)
- 1995 : Glück auf Kredit (TV)
- 1996 : Angeschlagen (TV)
- 1998 : Cascadeur – Die Jagd nach dem Bernsteinzimmer
- 2000 : Die Unberührbare

## Teatro (selección)
- Hans Rehberg: Maria und Elisabeth
- Gotthold Ephraim Lessing: Minna von Barnhelm
- Heinrich von Kleist: Der Zerbrochene Krug
- Friedrich Dürrenmatt: Die Ehe des Herrn Mississippi
- Friedrich Dürrenmatt: Die Physiker
- Georg Büchner: Woyzeck
- Ferdinand Raimund: Der Bauer als Millionär
- Ferdinand Bruckner: Elisabeth von England
- Honoré de Balzac: Oberst Chabert
- Heinar Kipphardt: In der Sache J. Robert Oppenheimer
- Peter Weiss: Die Verfolgung und Ermordung Jean Paul Marats...
- Jean Cocteau: Bacchus
- Carl Sternheim: 1913
- Yves Jamiaque: Möwen haben einen leichten Schlaf
- Robert Lamoureux: Adelaide
- Anthony Marriott: No Sex, please – we're British (1975)
- Yves Jamiaque: Das schwarze Schaf (1986)
- Pierre Barillet: Big Love (1988)
- Robert Lamoureux: Adelaide (1992)
- Lee Blessing: Ein Waldspaziergang (1993)
- Friedrich Dürrenmatt: Romulus der Große (1993)
- Pierre Barillet: Du bist ein Biest (1994)
- Israel Horowitz: Irgendwann im Leben (1996)
- Noël Coward: Duett im Zwielicht (1998)
- Gerd J. Pohl (a partir de los Hermanos Grimm): Hänsel und Gretel (1999)
- Peter Ustinov: Endspurt (1999)

## Radio y audiolibros (selección)
- 1950 : Kurd E. Heyne: Kasper Hauser
- 1952 : Jean Cocteau: Bacchus
- 1954 : Michael Brett: Dem Reißer entsprungen, dirección de Fritz Benscher (BR)
- 1956 : Agatha Christie: Der Mord an Roger Ackroyd oder Alibi, dirección de Wolfgang Schwade (NDR)
- 1958 : Ingeborg Bachmann: Der gute Gott von Manhattan
- 1958 : James Krüss: Der Sängerkrieg der Heidehasen
- 1967 : Diversos: Charles Régnier spricht Kipphardt, Miller, Shakespeare, Oscar Wilde u.a.
- 1970 : Konrad Halver (a partir de Bram Stoker): Dracula – Jagd der Vampire
- 1970 : Isaac Asimov: Falsch korrigiert
- 1976 : Konrad Halver (a partir de Bram Stoker): Dracula – die Geschichte des berühmten Vampirs
- 1981 : H.G. Francis (a partir de Bram Stoker): Gruselserie – Dracula – König der Vampire
- 1981 : H.G. Francis: Gruselserie – Draculas Insel, Kerker des Grauens
- 1981 : H.G. Francis (a partir de Robert Arthur): Die Drei Fragezeichen – Die silberne Spinne
- 1985 : Friedhelm Werremeier: Trio unter Strom –  (WDR)